# Fanatics (gruppo musicale)
Le Fanatics (파나틱스?) sono un gruppo femminile sudcoreano formatosi nel 2018 sotto FENT.

## Storia

### Pre-debutto
Chaelin è stata una concorrente della prima edizione di Produce 101 come trainee di Midas Entertainment, in cui si è classificata 87ª. Doah è stata una partecipante di Produce 48, in cui si è classificata 23ª.

### 2018-2020: Fanatics-Flavor, debutto ufficiale e aggiunta di Rayeon e Via
Il gruppo è stato originariamente introdotto come una subunità composta da tre membri chiamata Fanatics-Flavor (파나틱스-플레이버), con Chiayi, Yoonhye e Doah. La subunità ha debuttato il 26 novembre 2018 con il singolo "Milkshake".
Il 6 agosto 2019 il gruppo ha fatto il suo esordio con la pubblicazione del loro EP di debutto The Six, insieme al singolo apripista "Sunday".
Il 4 maggio 2020 il gruppo fa il suo primo ritorno con il suo secondo EP Plus Two, insieme al brano apripista "V.A.V.I Girl". In questa pubblicazione si aggiungono due nuovi membri al gruppo, Rayeon e Via, mentre i due membri Chaelin e Yoonhye sono assenti provvisoriamente.

### 2021-presente: "Starry Night",Girls Planet 999e abbandono di Sika
Il 10 maggio 2021 le Fanatics pubblicano un singolo digitale "Starry Night".
A giugno 2022 Chiayi, Rayeon e Doah sono state confermate nel nuovo show di competizione musicale di Mnet Girls Planet 999, il quale è andato in onda ad agosto dello stesso anno. Tuttavia, Rayeon è stata eliminata nel quinto episodio, mentre Chiayi e Doah nell'ottavo.
Il 24 settembre Sika ha annunciato di aver lasciato il gruppo sul suo account Weibo. Il 9 ottobre la compagnia ha rimosso tutti i suoi video e teaser dal canale YouTube del gruppo.

## Formazione

### Attuale
- Doi (도이) – voce (2019-presente)
- Chaelin (채린) – rap, voce (2019-presente)
- Chiayi (지아이) – voce, rap (2018-presente)
- Via (비아) – voce (2020-presente)
- Yoonhye (윤혜) – voce, rap (2018-presente)
- Rayeon (나연) – voce (2020-presente)
- Doah (도아) – rap, voce (2018-presente)

### Ex membri
- Sika (시카) – voce (2019-2021)

### Subunità
- Fanatics-Flavor (파나틱스-플레이버?) – Chiayi, Yoonhye, Doah

## Discografia

### EP
- 2019 – The Six
- 2020 – Plus Two

### Singoli
- 2018 – Milkshake (Fanatics-Flavor)
- 2019 – Sunday
- 2020 – V.A.V.I Girl
- 2021 – Starry Night

## Videografia
- 2018 – Milkshake (Fanatics-Flavor)
- 2019 – Sunday
- 2020 – V.A.V.I Girl